# アシッド・バス
アシッド・バス（Acid Bath）は、アメリカ合衆国ルイジアナ州ホウマで結成され、1991年から1997年まで活動していたスラッジ・メタルバンド。ドゥーム・メタルにハードコア・パンク、デス・メタル、ゴシック・ロック、ブルースからの影響を組み合わせ、独自のサウンドを作り上げた。バンドのサウンドについて、ボーカルのダックス・リッグスは「デス・ロック」と分類し、ギタリストのサミー・デュエットは「ゴシック・ハードコア」と表現した。1997年1月にベーシストのオーディ・ピトレが交通事故で死亡し、その後バンドは解散した。 

## 来歴
アシッド・バスは、ダーク・カーニバル（Dark Karnival）のオーディ・ピトレ、サミー・”ピエール”・デュエット、トミー・ビアターと、ゴルゴタ（Golgotha）のダックス・リッグス 、マイク・サンチェス、ジミー・カイル、ジェリー・”ブーン”・ビジネリが集まり結成された。 途中、ドラマーがビアターからカイルに交代したが、後にビアターはバンドに戻りキーボードを担当した。 また、ジョセフ・Ｊ・フォンテノットが短期間ベーシストを務めた。 
アシッド・バスは1991年に結成され、ニューオーリンズ南部のホウマ、ティボドー、モーガンシティ、ガリアーノなどのいくつかの小さな町を拠点として活動した。 スラッシュメタルや、ブラック・サバス、アリス・クーパー、セルティック・フロスト、カーカス、ダークスローンといったバンドやアーティストの影響を受け、1993年にマネージャー兼プロデューサーのキース・ファルグー（Keith Falgout）の下、デモテープ『Hymns of the Needle Freak』を制作した。 このデモがきっかけで、バンドは独立系レーベルであるロッテン・レコーズ（Rotten Records）と契約し、1994年にスパイク・キャシディ（Spike Cassidy）のプロデュースで『When the Kite String Pops』をリリースした。その2年後には2作目となる『Paegan Terrorism Tactics』（ファルグーによるプロデュース）をリリースしたが、これが最後の作品となった。どちらのアルバムもメインストリームにおいて成功を収めることはなかったものの、一部では高い評価を得た。2005年に、デモを収録したアルバム『Demos：1993–1996』がリリースされた。

## 解散とその後のプロジェクト
1997年1月23日、酔ったドライバーの交通事故に巻き込まれ、ベーシストのピトレが両親と共に死亡し、ピトレの弟ケリー・ピトレが肋骨骨折と軽度の首骨折を負った。ピトレの死をきっかけに、アシッド・バスのキャリアは突如終わりを迎えた。
バンドの解散後、『Killer Rat Poison』というタイトルの新しいアルバムについての噂が流布したものの、その後新しい情報が出ることはなかった。このアルバムのキーボード担当はビアターだった。デュエットは、ブラック・デスメタルバンドのゴートホア（Goatwhore）の初期作品でいくつかのリフを使用するため、数人の親しい友人にのみコピーを配った。
ビアターは、有名なデスメタル・ギタリストのジェームズ・マーフィー（James Murphy）が所属するバンド、ディスインカーネイト（Disincarnate） のアルバム『Dreams of the Carrion Kind』で、ドラムを担当した。リッグスとサンチェスは、エージェンツ・オブ・オブリビオン（Agents of Oblivion）を結成して活動を続け、2000年にはアルバム『Agents of Oblivion』をリリースしたが、その後まもなく解散した。リッグスは、2000年からスワンプ・ロックバンドのデッドボーイ・アンド・ジ・エレファントメン（Deadboy＆the Elephantmen）のフロントマンとしても活動し、2007年には自身の名義で作品のリリースを始めた。デュエットは一時期クロウバー（Crowbar）に加入していたが、現在はゴートホアとリチュアル・キラー（Ritual Killer）、そしてケリー・ピトレと共にドゥーム・メタルバンドのヴアル（Vual）に所属している。また、デュエットは、アシッド・バス時代から悪魔主義者であることを公言している。ビアターとフォンテノットは、オーディ・ピトレが1995年に結成したシュルム（Shrüm）にも在籍していた。シュルムは、ブラックメタルのボーカルと複数のベースによる重いサウンドを特徴としていた。その後フォンテノットは、ディヴァウアメント（Devourment）で2年間ベースを担当した後、アメリカ陸軍に入隊した。
2014年、カイルが自身のフェイスブック上に「アシッド・バスはボーカルを探しています。アシッド・バスの曲を歌っているMP3やデモ、ビデオ、リンクなどを送ってください」というメッセージを上げ、さらに同じタイミングでスリップノットのボーカルのコリィ・テイラー（Corey Taylor）のフェイスブックに話がしたいという旨のメッセージを送ったことが発端となり、アシッド・バスが新しいボーカルを起用して再結成するという噂が広まった。しかし、この噂についてデュエットは「ピトレなしではアシッド・バスは存在しない。今後新しいアシッド・バス作品が作られることはない」として否定し、「現在、アシッド・バスの残ったメンバー（ジミー、マイク、私）は、アシッド・バスのトリビュートバンドとしてライブを行う可能性を検討しているが、まだ何も決まっておらず単なるアイデアに過ぎない」と述べた。

## 音楽スタイル
アシッド・バスは、デスメタルの影響を受けたスラッジ・メタルに、デスヴォイスとメランコリックなゴス/グランジ系のボーカル、アコースティックギターのフレーズ、そしてサンプリングやスポークン・ワードの詩を組み合わせたスタイルで知られる。また、『ブルーベルベット』や『時計じかけのオレンジ』などの映画のサウンドクリップもサンプリングに使用された。ボーカルや楽器は加工され、インダストリアルの雰囲気を生み出している（『New Death Sensation』の後半のスネアドラムなど）。曲の構造に組み込まれている複数のテンポ変更も特徴的である。バンドの音楽に関する試みは多岐のジャンルにわたり、『Scream of the Butterfly』は、アコースティックブルースの曲で、曲の終盤に向かってダブル・ベース・ドラムのパターンが用いられている。『The Bones of Baby Dolls』には民俗音楽が取り入れられ、『Dead Girl』はリッグスによればカントリー曲である。
リッグスの歌詞には、死への執着、薬物使用、精神病、ダークユーモア、ルイジアナの文化がしばしば登場すると共に、アニミズムや異教崇拝、虚無主義、人間不信への言及が繰り返される。彼は、フランク・ミラー、アラン・ムーア、クライヴ・バーカーなどのコミックに影響を受けたと述べ、またアングラ系雑誌である『ANSWER Me!』や『Boiled Angel』の愛好も表している。 オールミュージックのウィリアム・ヨーク（William York）は、『Venus Blue』について、「過激な歌詞が無ければ」ラジオでヒットしただろうと評している。バンドがメインストリームでの人気を得なかった別の理由としては、2つのアルバムカバーにジョン・ゲイシーとジャック・ケヴォーキアンの絵画をそれぞれ使用したことが考えられる。『Paegan Terrorism Tactics』はケヴォーキアンの作品『For He is Raised』をめぐる論争を受け、オーストラリアで一時販売禁止となった。また、1994年のEP盤『Radio Edits 1』のカバーには、リチャード・ラミレスの作品が使用され、1996年のコンピレーション盤『Radio Edits 2』のカバーには、ケネス・ビアンキの作品が使用されている。『Diäb Soulé』（ケイジャン・フランス語で「酔った悪魔」の意）という曲では、人民寺院のジム・ジョーンズのスピーチがサンプリングされている。

## メンバー

### 最終ラインナップ
- サミー・ピエール・デュエット – ギター、ボーカル（1991–1997）
- ジミー・カイル – ドラム（1991–1997）
- オーディ・ピトレ – ベース、バックボーカル（1991–1997）
- ダックス・リッグス – ボーカル（1991–1997）
- マイク・サンチェス – ギター、ボーカル（1991–1997）
- ジョセフ・フォンテノット – ベース（1991–1992、1997）

### 元メンバー
- トミー・ビアター – キーボード（1996–1997）

## ディスコグラフィー

### フルアルバム
- When the Kite String Pops（英語版） (1994)
- Paegan Terrorism Tactics（英語版） (1996)

### デモ
- Wet Dreams of the Insane (Golgotha demo) (1991)
- Screams of the Butterfly (1992)
- Demo II (1993)
- Hymns of the Needle Freak (1993)
- Liquid Death Bootleg (1993)
- Radio Edits 1（英語版） (1994)
- Radio Edits 2 (1996)
- Paegan Terrorism Tactics Outtakes (1996)
- Demos: 1993-1996（英語版） (2005)

### ビデオ
- "Apocalyptic Sunshine Bootleg" (1994)
- "Toubabo Koomi" (1994)
- "Double Live Bootleg!" DVD (2002)